# Cantón de Port-Saint-Louis-du-Rhône
El cantón de Port-Saint-Louis-du-Rhône era una división administrativa francesa, que estaba situada en el departamento de Bocas del Ródano y la región de Provenza-Alpes-Costa Azul.

## Composición
El cantón estaba formado por la comuna que le daba su nombre:
- Port-Saint-Louis-du-Rhône

## Supresión del cantón de Port-Saint-Louis-du-Rhône
En aplicación del Decreto n.º 2014-271 de 27 de febrero de 2014, el cantón de Port-Saint-Louis-de-Rhône fue suprimido el 29 de marzo de 2015 y su comuna pasó a formar parte del nuevo cantón de Arlés.